# Bolboceratops tenuistriatus
Bolboceratops tenuistriatus is een keversoort uit de familie cognackevers (Bolboceratidae). De wetenschappelijke naam van de soort werd in 1941 gepubliceerd door Philipp Ludwig Statius Muller.